# CBM-700-Serie

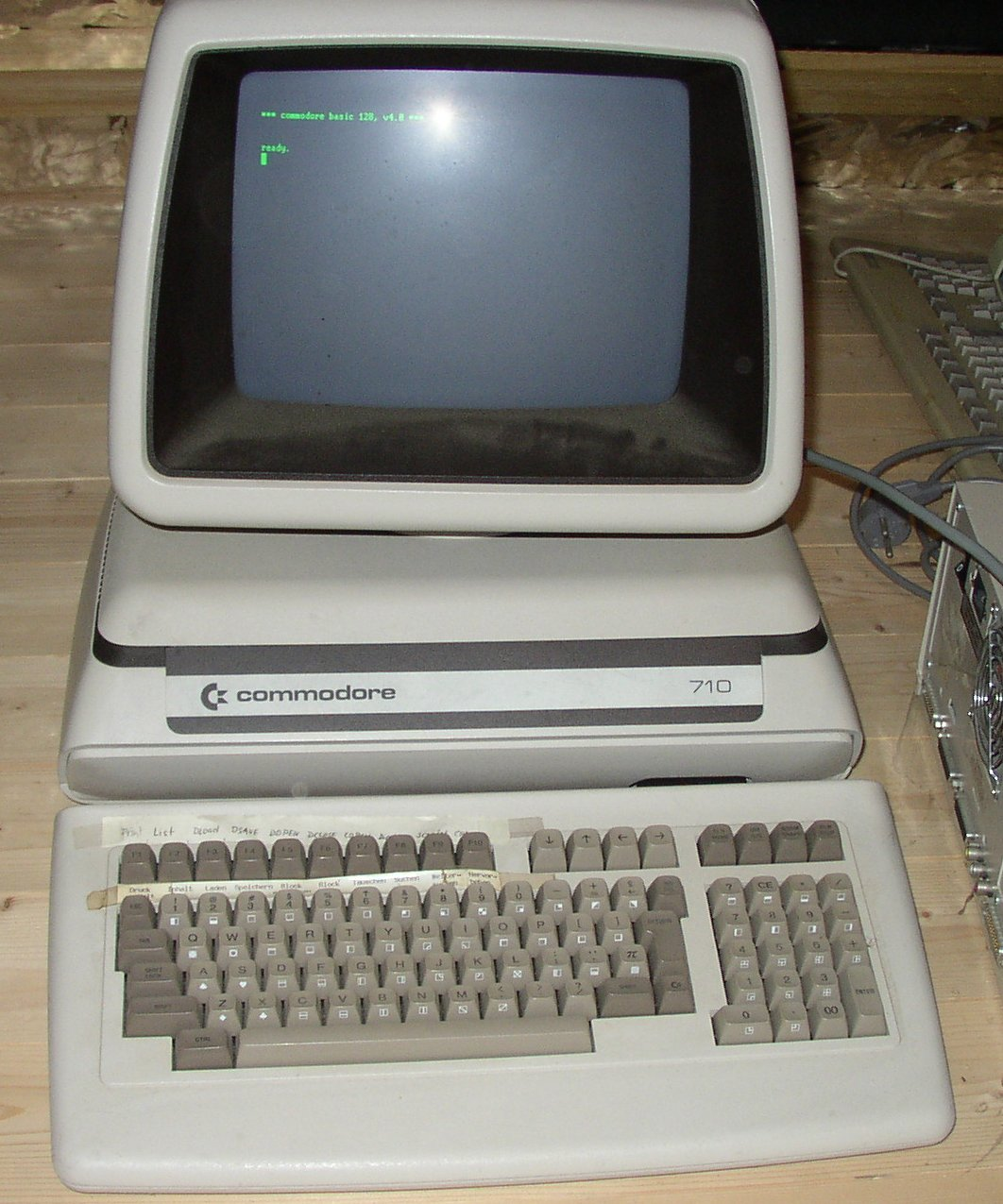
Commodore CBM 710

Die Arbeitsplatzrechner der CBM-700-Serie von Commodore wurden Anfang der 1980er-Jahre auf den Markt gebracht. Den Erfolg der Heimcomputer von Commodore (VC20, C64) nach oben abrundend und mit bequemerer BASIC-Programmiersprache ausgerüstet, waren die Rechner der 700er Serie für mehr als ein Jahrzehnt bis in die frühen 1990er-Jahre von Bedeutung, u. a. zur Steuerung bei der Laborautomatisierung aufgrund ihrer IEEE-488-Schnittstelle.
Im Gegensatz zur CBM 500- und CBM-600-Serie wurden die CBM-700er in einem Gehäuse mit integriertem Monochrom-Bildschirm mit 12 Zoll (30,5 cm) Diagonale ausgeliefert. Wie bei diesen wurden als Massenspeicher weiterhin die CBM-Diskettenlaufwerke verwendet.
Im CBM 730 war auf der Tochterplatine ein Intel-8088-Prozessor mit 4,77 MHz integriert.

## Modelle
Die Modellbezeichnungen lauteten:
- CBM 705 - 64 KB (flaches Profil)
- CBM 710 (Auch B700 oder CBM128-80) – 128 KB
- CBM 720 (Auch B700/256 oder CBM256-80) – 256 KB
- CBM 730 (Auch CBMX256-80 oder BX256) – 256 KB + Tochterplatine